# Phil Lord e Chris Miller
Phil Lord e Chris Miller são escritores, produtores, diretores e atores de cinema e televisão americanos.

## Filmografia

### Como diretores
- Clone High (2002–2003, 2023-2024) (supervisão) (TV)
- Cloudy with a Chance of Meatballs (2009)
- 21 Jump Street (2012)
- The Lego Movie (2014)
- 22 Jump Street (2014)[1]

### Como atores
- Star Wars: Episódio V – O Império Contra-Ataca - Stormtrooper (Chris Miller; relançamento da edição especial)
- Caroline in the City – Bill (Phil Lord) / Cliff (Chris Miller)
- Clone High (2002–2003, 2023-2024) – Dr. Cinnamon J. Scudworth e Genghis Khan (Phil Lord) / JFK, Julius Caesar (3ª temporada) e Mr. Butlertron (Chris Miller)
- Cloudy with a Chance of Meatballs – voz

### Como escritores
- Zoe (2001) (TV)
- Clone High (2002–2003) (TV)
- Extreme Movie (2008)
- Cloudy with a Chance of Meatballs (2009)
- Lego: The Piece of Resistance (2014)
- Spider-Man (2018)
- The Flash (2018) (história)

### Como produtores
- Clone High (TV)
- Luis (TV)
- Awesometown (TV)
- How I Met Your Mother (TV)
- Cracking Up (TV)
- Cloudy with a Chance of Meatballs 2 (2013)